# Tetyda (ocean)

Morze Tetydy 200 mln lat temu

Tetyda (także Ocean Tetydy, Morze Tetydy, Neotetyda) – prehistoryczny ocean istniejący od późnego karbonu do wczesnego neogenu.
Tetyda powstała jako wielka zatoka na wschodzie Pangei, a po otwarciu swej zachodniej części zaczęła oddzielać kolejno powstające kontynenty: Laurazję od Gondwany, a następnie Afrykę od Eurazji. Tetyda uległa zamknięciu wskutek kolizji Afryki, Arabii i Indii z Eurazją. Jej miejsce zajmuje obecnie Ocean Indyjski, a jej reliktami są Morze Śródziemne, Morze Czarne, Morze Kaspijskie, Zatoka Perska i morza Archipelagu Sundajskiego.
Z osadów zdeponowanych w oceanie Tetydy po jego zamknięciu powstały pasma górskie orogenezy alpejskiej.
Nazwa oceanu pochodzi od tytanidy Tetydy (Tetys), która była siostrą i żoną Okeanosa w mitologii greckiej.